# Autoroute M30 (Hongrie)
Pour les articles homonymes, voir M30.
L'autoroute hongroise M30 est une autoroute qui relie Miskolc à la Slovaquie via Tornyosnémeti. Elle correspond aux routes européennes E 71 et E 79. Elle se prolonge vers Košice par la route slovaque R4.